# Stephen Dorff
Stephen Hartley Dorff Jr. (Atlanta, 1973. július 29. –) amerikai színész.
Gyerekszínészként kezdte filmes karrierjét A kapu (1987) című kultikus horrorfilmben, majd A kezdetek (1994) független drámában Stuart Sutcliffe szerepében vált ismertté. A Penge (1998) című filmben Deacon Frost megformálásával szerzett elismerést. További jelentős filmjei közé tartozik a Cecil B. Demented (2000) és a Made in Hollywood (2010).
Mellékszereplőként az Én lőttem le Andy Warholt (1996), a World Trade Center (2006), a Közellenségek, A jégember (2012) és az Old Henry (2021) című filmekben tűnt fel. Az HBO True Detective – A törvény nevében (2019) című krimiantológia-sorozatának harmadik évadában Roland Westet alakítja.

## Élete
1973. július 23-án született a Georgia állambeli Atlantában, Nancy és Steve Dorff zeneszerző és zenei producer fiaként. Édesapja zsidó, édesanyja katolikus volt, ezért Dorff kijelentette, hogy „félig zsidónak nevelték”. Dorff testvére, Andrew (1976-2016) countryzenei dalszerző volt. Los Angelesben nőtt fel, ahol édesapja dolgozott, és már gyerekkorában színészkedni kezdett, a Kraft és a Mattel reklámjaiban szerepelve. Dorff számos magániskolába járt.

## Pályafutása
Az 1980-as évek végén kezdte színészi karrierjét, eleinte kisebb szerepeket kapott, majd főszerepet játszott A kapu című horrorfilmben, amely egy fiúról szól, aki barátjával együtt felfedez egy lyukat a hátsó kertben, ami valójában egy kapu a pokolba. A film mérsékelt kasszasiker lett. Ezután vendégszereplőként tűnt fel több tévésorozatban, például a Diff'rent Strokes, a Családi kötelékek, a Blossom, a Roseanne és az Egy rém rendes család epizódjaiban. Játszott tévéfilmekben is, többek között az In Love and War, at Eltűnt egy kisfiú és What a Dummy című produkciókban. 1990-ben főszerepet kapott Patty Duke oldalán az Always Remember I Love You című tévéfilmben. 1992-ben szerepelt az Egyedül a ringben című filmben, többek között John Gielgud, Morgan Freeman és Daniel Craig partnereként. 1993-ban Marty Callner rendező választotta ki őt, hogy játsszon Alicia Silverstone mellett az Aerosmith amerikai rockegyüttes Cryin’ című dalának videóklipjében. Főszerepet játszott Reese Witherspoon karakterének szerelmeként a Mi a f... van című filmben. Ugyanebben az évben szerepelt Iain Softley A kezdetek című filmjében, ahol Stuart Sutcliffe-et, az úgynevezett „ötödik Beatle-t” alakította a The Beatles megalakulásának korai időszakában. Alakítását a kritika nagyra értékelte, és még Paul McCartney is megjegyezte: bár a film néhány részletével nem volt elégedett, „Stephen Dorff döbbenetes alakítása Stu szerepében nagyon megfogott.”
1996-ban főszerepet játszott az Űrkamionosok című filmben, valamint Candy Darling szerepében az Én lőttem le Andy Warholt című filmben, amely Valerie Solanasról szól, arról a nőről, aki hírhedtté vált Andy Warhol, a pop-art ikon meggyilkolási kísérlete miatt. 1997-ben A nyakék nyomában című film főszereplőjeként tűnt fel egy sztárokkal teli szereposztás mellett. Ő volt az egyik első színész, aki szerepelt az első digitálisan letölthető filmben, a SightSound.com Quantum Project című alkotásában, amelyben John Cleese is játszott. A XIII – Az összeesküvés című képregény/videojáték élőszereplős sorozatadaptációjában a főhőst, XIII-et alakította. Széles körben ismertté vált, amikor eljátszotta a gonosz vámpírt, Deacon Frostot a Marvel képregény alapján készült Penge című szuperhős-horrorfilmben. 1999-ben Susan Sarandon oldalán szerepelt az Meglepő túszdráma című filmben. 2003-ban Dale Massie-t alakította a Jéghideg otthon című thrillerben, Dennis Quaid és Sharon Stone partnereként. 2004-ben szerepelt Britney Spears "Everytime" című videóklipjében, ahol az énekesnő barátját játszotta. 2009-ben két filmben is feltűnt: a Közellenségek és a Black Water Transit című produkciókban.

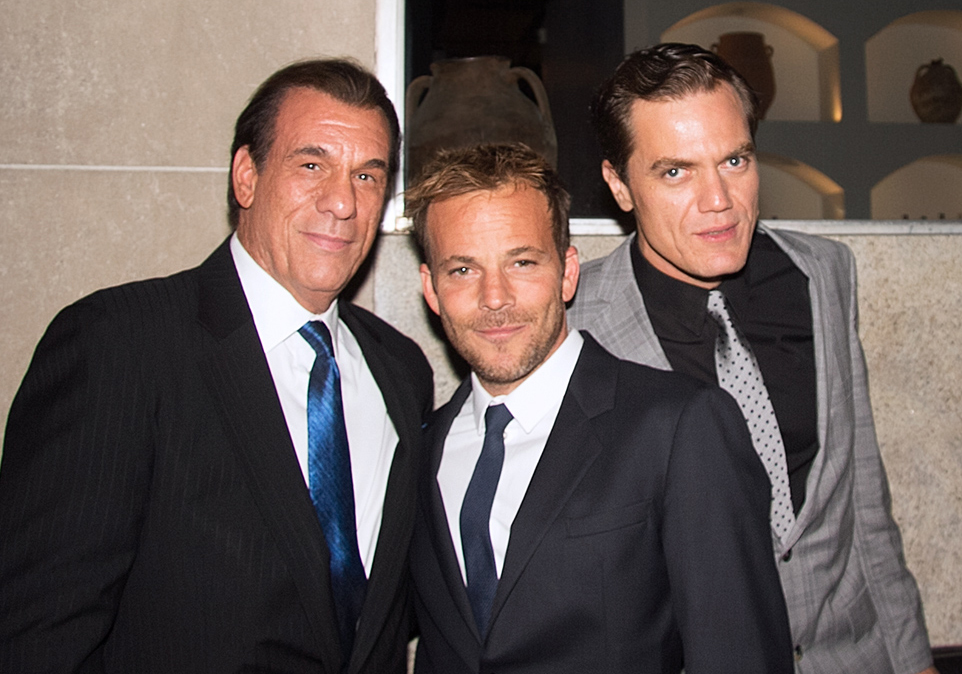
Dorff (középen), Robert Davi és Michael Shannon a 2012-es Torontói Nemzetközi Filmfesztiválon

2010-ben feltűnt a Sofia Coppola által rendezett Made in Hollywood című drámában Elle Fanning mellett. Azt, hogy mit jelentett számára a szerep az édesanyja elvesztése után, így nyilatkozott: „Szinte megváltásnak tűnt ez a film, mert úgy éreztem, hogy segített nekem ... Nagyon üres voltam belül, szóval ez egy hihetetlen dolog volt, ami mosolyra fakasztott”.
Dorff a pornósztár Dick Shadow szerepében tűnt fel a Bucky Larson: Született filmcsillag című szexvígjátékban, amelynek producere és társforgatókönyvírója Adam Sandler volt. Feltűnt a blu eCigs, egy elektronikus cigarettákat gyártó cég televíziós és nyomtatott reklámjaiban. Szerepelt a Napról napra misztikus thrillerben Emile Hirsch, Dakota Fanning és Kris Kristofferson oldalán, valamint az Officer Down című krimiben. 2013-ban a 6. Off Plus Camera című műsor díszvendége volt. 2017-ben a megszállott Hal Hartman texas rangert alakította a Texasi láncfűrészes mészárlás előzményfilmjében, a Bőrpofában. Az HBO True Detective – A törvény nevében című sorozatának 3. évadában Roland West nyomozót alakította.

## Filmográfia

### Film
| Év   | Magyar cím                          | Eredeti cím                     | Szerep                             | Magyar hang          |
| ---- | ----------------------------------- | ------------------------------- | ---------------------------------- | -------------------- |
| 1987 | A kapu                              | The Gate                        | Glen                               | Simonyi Balázs       |
| 1992 | Egyedül a ringben                   | The Power of One                | Peter Phillip "P.K." Kenneth-Keith | Bor Zoltán           |
| 1992 | Egyedül a ringben                   | The Power of One                | Peter Phillip "P.K." Kenneth-Keith | Hevér Gábor          |
| 1992 | Ments meg                           | Rescue Me                       | Fraser Sweeney                     | Weil Róbert          |
| 1993 |                                     | An Ambush of Ghosts             | George Betts                       |                      |
| 1993 | Az ítélet éjszakája                 | Judgment Night                  | John Wyatt                         | Miller Zoltán        |
| 1994 | A kezdetek                          | Backbeat                        | Stuart Sutcliffe                   | Seder Gábor          |
| 1994 | Mi a f... van                       | S.F.W.                          | Cliff Spab                         | Széles László        |
| 1994 | Mi a f... van                       | S.F.W.                          | Cliff Spab                         | Zámbori Soma         |
| 1995 | 101 éjszaka                         | One Hundred and One Nights      | néma színész Hollywoodban (cameo)  | Nem szólal meg       |
| 1995 | Halálos kötődés                     | Innocent Lies                   | Jeremy Graves                      | Lippai László        |
| 1995 | Halálos kötődés                     | Innocent Lies                   | Jeremy Graves                      | Joó Gábor            |
| 1995 | Vakmerő                             | Reckless                        | Tom Jr.                            |                      |
| 1996 | Én lőttem le Andy Warholt           | I Shot Andy Warhol              | Candy Darling                      |                      |
| 1996 | A nyakék nyomában                   | Blood and Wine                  | Jason                              | Seder Gábor          |
| 1996 | Űrkamionosok                        | Space Truckers                  | Mike Pucci                         | Selmeczi Roland      |
| 1997 | Acélváros                           | City of Industry                | Skip Kovich                        | F. Nagy Zoltán       |
| 1998 | Penge                               | Blade                           | Deacon Frost                       | Kálloy Molnár Péter  |
| 1999 | Entrópia                            | Entropy                         | Jake Walsh                         |                      |
| 2000 |                                     | Quantum Project (rövidfilm)     | Paul Pentcho                       |                      |
| 2000 | Cecil B. Demented                   | Cecil B. Demented               | Sinclair / Cecil B. Demented       | Schmied Zoltán       |
| 2002 | A drog pokla                        | Deuces Wild                     | Leon Anthony                       | Viczián Ottó         |
| 2002 | Sporttolvajok                       | Steal                           | Slim                               | Hujber Ferenc        |
| 2002 | Félelem.com                         | FeardotCom                      | Mike Reilly nyomozó                | Fekete Ernő          |
| 2003 | Oroszlánbarlang                     | Den of Lions                    | Mike Varga                         | Dolmány Attila       |
| 2003 | Jéghideg otthon                     | Cold Creek Manor                | Dale Massie                        | Kálloy Molnár Péter  |
| 2005 | Egyedül a sötétben                  | Alone in the Dark               | Richard Burke parancsnok           | Csőre Gábor          |
| 2005 |                                     | Tennis, Anyone...?              | T.C. Jackson                       |                      |
| 2005 | Árnyékboksz                         | Shadowboxer                     | Clayton Mayfield                   | Fekete Ernő          |
| 2006 | World Trade Center                  | World Trade Center              | Scott Strauss nyomozó              | Vári Attila          |
| 2006 | .45 – A bosszú íze                  | .45                             | Reilly                             | Bozsó Péter          |
| 2007 |                                     | Botched                         | Ritchie Donovan                    |                      |
| 2007 |                                     | The Passage                     | Luke                               |                      |
| 2008 | Az elítélt                          | Felon                           | Wade Porter                        | Dolmány Attila       |
| 2009 |                                     | Black Water Transit             | Nicky                              |                      |
| 2009 | Közellenségek                       | Public Enemies                  | Homer Van Meter                    | Seder Gábor          |
| 2010 | Made in Hollywood                   | Somewhere                       | Johnny Marco                       | Nagy Ervin           |
| 2011 | Bucky Larson: Született filmcsillag | Bucky Larson: Born to Be a Star | Árny farkas                        | Sarádi Zsolt         |
| 2011 | A félelem útján                     | Carjacked                       | Roy                                | Csík Csaba Krisztián |
| 2011 | Halhatatlanok                       | Immortals                       | Stavros                            | Epres Attila         |
| 2012 |                                     | Rites of Passage                | Nash professzor                    |                      |
| 2012 | Napról napra                        | The Motel Life                  | Jerry Lee Flannigan                |                      |
| 2012 | Gyötrelmes csapda                   | Brake                           | Jeremy Reins                       | Csőre Gábor          |
| 2012 |                                     | Zaytoun                         | Yoni                               |                      |
| 2012 | Ha holnap elmégy                    | Tomorrow You're Gone            | Charlie Rankin                     | Varga Gábor          |
| 2012 | A jégember                          | The Iceman                      | Joseph Kuklinski                   |                      |
| 2013 |                                     | Officer Down                    | David Callahan nyomozó             |                      |
| 2014 | Gyilkos sivatag                     | Heatstroke                      | Paul O'Malley                      | Király Attila        |
| 2015 |                                     | American Hero                   | Melvin                             |                      |
| 2015 |                                     | The Debt                        | Oliver                             |                      |
| 2016 |                                     | Albion: The Enchanted Stallion  | Connor                             |                      |
| 2017 | Bőrpofa                             | Leatherface                     | Hal Hartman ranger                 | Király Attila        |
| 2017 |                                     | Sex Guaranteed                  | Hank                               |                      |
| 2017 |                                     | Wheeler                         | Wheeler                            |                      |
| 2017 |                                     | Jackals                         | Jimmy Levine                       |                      |
| 2018 |                                     | Life Boat                       | A tanácsadó                        |                      |
| 2018 |                                     | Don't Go                        | Ben Slater                         |                      |
| 2019 |                                     | I'll Find You                   | Huber tábornok                     |                      |
| 2020 |                                     | Embattled                       | Cash „A vadász” Boykins            |                      |
| 2021 |                                     | Kid 90 (dokumentumfilm)         | Önmaga                             |                      |
| 2021 |                                     | Old Henry                       | Ketchum                            |                      |
| 2021 |                                     | Traveling Light                 | Todd                               |                      |
| 2022 | Fejvadászok bosszúja                | Paradise City                   | Robbie Cole                        | Dolmány Attila       |
| 2022 |                                     | The Price We Pay                | Cody                               |                      |
| 2023 |                                     | Divinity                        | Jaxxon Pierce                      |                      |
| 2023 |                                     | Blood for Dust                  | Gus                                |                      |
| 2023 |                                     | Dead Man's Hand                 | Clarence Bishop                    |                      |
| 2023 | Bűnös vidék                         | Mob Land                        | Clayton Minor                      |                      |
| 2023 | Gyilkosok gyöngye                   | King of Killers                 | Robert Xane                        | Seder Gábor          |
| 2024 |                                     | Clear Cut                       | Ike                                |                      |
| 2024 |                                     | The Trainer                     | Will                               |                      |
| 2025 |                                     | Gunslingers                     | Thomas Keller                      |                      |
| 2025 | Násznaposok                         | Bride Hard                      | Kurt                               | Kamarás Iván         |

### Televízió
| Év        | Magyar cím                             | Eredeti cím                                | Szerep                              | Megjegyzés                                   |
| --------- | -------------------------------------- | ------------------------------------------ | ----------------------------------- | -------------------------------------------- |
| 1985      |                                        | The New Leave It to Beaver                 | Tony                                | 1 epizód                                     |
| 1985      |                                        | Diff'rent Strokes                          | Scott                               | 1 epizód                                     |
| 1987      |                                        | In Love and War                            | Stan Stockdale (9 évesen)           | tévéfilm                                     |
| 1988      | Családi kötelékek                      | Family Ties                                | Martin                              | 1 epizód                                     |
| 1988      |                                        | Mutts                                      | Eric Gillman                        | tévéfilm                                     |
| 1988      |                                        | Hiroshima Maiden                           | Johnny Bennett                      | tévéfilm                                     |
| 1988      |                                        | The Absent-Minded Professor                | Curtis                              | tévéfilm                                     |
| 1988      |                                        | Quiet Victory: The Charlie Wedemeyer Story | Kale Wedemeyer idősen               | tévéfilm                                     |
| 1989      |                                        | Empty Nest                                 | Billy (14 évesen)                   | 1 epizód                                     |
| 1989      | Egy rém rendes család                  | Married... with Children                   | Boz                                 | 1 epizód                                     |
| 1989      | Eltűnt egy kisfiú                      | I Know My First Name Is Steven             | Pete                                | tévéfilm                                     |
| 1989      |                                        | Do You Know the Muffin Man?                | Sandy Dollison                      | tévéfilm                                     |
| 1989      | Roseanne                               | Roseanne                                   | Jimmy Meltrigger                    | 3 epizód                                     |
| 1990      | Dowling atya nyomoz                    | Father Dowling Mysteries                   | Mark Oskowski                       | 1 epizód                                     |
| 1990      | Könnyű álmok ígérete                   | A Son's Promise                            | Charles O'Kelley                    | tévéfilm                                     |
| 1990      | Kívülállók bandája: A harc folytatódik | The Outsiders                              | Bobby Dean                          | 1 epizód                                     |
| 1990      |                                        | Always Remember I Love You                 | Robert Mendham                      | tévéfilm                                     |
| 1990–1991 |                                        | What a Dummy                               | Tucker Brannigan                    | 24 epizód                                    |
| 1991      |                                        | Blossom                                    | Bobby                               | 1 epizód                                     |
| 1999      | Meglepő túszdráma                      | Earthly Possessions                        | Jake Simms Jr.                      | - tévéfilm - magyar hangja: - Széles Tamás   |
| 2002      |                                        | Fastlane                                   | Dallas Roberts                      | 1 epizód                                     |
| 2006      | A Hádész-faktor                        | Covert One: The Hades Factor               | Jonathan Smith                      | - minisorozat - magyar hangja: - Csőre Gábor |
| 2008      |                                        | Skip Tracer                                | Skip King                           | próbaepizód                                  |
| 2008      | XIII – Az összeesküvés                 | XIII: The Conspiracy                       | XIII / Steven Rowland / Ross Tanner | minisorozat                                  |
| 2017      | Kegyetlen csillogás                    | Star                                       | Brody Dean                          | 9 epizód                                     |
| 2019      | True Detective – A törvény nevében     | True Detective                             | Roland West                         | 8 epizód                                     |
| 2020      |                                        | Deputy                                     | Bill Hollister seriff               | 13 epizód                                    |
| 2023–2025 | Az erényes Gemstone-ék                 | The Righteous Gemstones                    | Vance Simkins                       | 8 epizód                                     |